# Monica Biernat
Monica Biernat   (segle XX) és una psicòloga social coneguda per les seves investigacions sobre judici social, estereotips, prejudicis i discriminació. És professora distingida de psicologia a la Universitat de Kansas.
Biernat és l'autora de la monografia Standards and Expectancies: Contrast and Assimilation in Judgments of Self and Others, i coeditora del volum del 2008 Commemorating Brown: The Social Psychology of Racism and Discrimination.

## Premis
Biernat va rebre el Premi Científic Distingit de l'Associació Americana de Psicologia per la seva contribució inicial a la psicologia a la carrera de psicologia social el 1998/1999. La citació del premi va subratllar la seva "investigació incisiva i excel·lent que il·lumina el vincle entre els judicis socials i el marc de referència subjectiu del perceptor". i "amplis estudis mostren [ing] com els judicis provocats per diferents individus objectiu estan determinats en part per la pertinença de l'objectiu a un grup social identificable".
Biernat i els seus col·legues van ser guardonats amb el premi de publicació distingida de l'Associació per a les Dones en Psicologia pel seu treball al volum The Maternal Wall: Research and Policy Perspectives Against Mothers. Amb el seu marit Chris Crandall, Biernat va ser guardonada pel Distingit Servei a la Societat de Personalitat i Psicologia Social (SPSP) el 2012. Biernat i Crandall van coeditar el butlletí de la Societat; Biernat també va ser representant del Consell de SPSP (2001-2003), membre i president del Comitè de la Convenció (2007-2009) i secretari-tresorer de l'Organització (2010-2012).

## Biografia
Biernat va néixer el 1963 i va créixer en un barri catòlic polonès a Detroit. Va cursar una llicenciatura en Psicologia i Comunicació a la Universitat de Michigan el 1984. Va continuar la seva formació a la Universitat de Michigan, on va obtenir un màster el 1986 i un doctorat en psicologia (social) el 1989, sota la supervisió de Melvin Manis. La seva dissertació, titulada Desenvolupant patrons de judici social: dependència d'estereotips de gènere enfront d'informació individualitzadora, va provar els participants que van des d'edats, des d'infants fins a estudiants universitaris i va trobar estabilitat en l'ús de les etiquetes de gènere per fer judicis sobre les persones.
Biernat va ser professor ajudant de psicologia a la Universitat de Florida (1989-1992) abans d'incorporar-se a la facultat de la Universitat de Kansas el 1992. La seva investigació va tenir el suport de la National Science Foundation, els National Institutes of Mental Health i el Departament de Justícia dels Estats Units.
Biernat va ser acadèmic de Docking Faculty de la Universitat de Kansas del 1999 al 2003. Va ser guardonada amb la beca WT Kemper per a l'excel·lència docent a la Universitat de Kansas el 2004. Va rebre el premi Louise Byrd Graduate Educator Award de la Universitat de Kansas el 2018, i va ser nomenada la mentora de l'any 2018 per la seva participació amb el programa McNair Scholars.

## Recerca
Biernat és potser més coneguda pel seu treball sobre estereotips socials. Va rebre el Premi Memorial Philip Brickman (1987) per una versió anterior del document Stereotypes at campus: Com el contacte i el gust agraden les percepcions de la peculiaritat del grup. Aquest article explora la hipòtesi de contacte: que les interaccions amb membres d'un grup estereotipat poden conduir a augmentar el gust del grup, disminuint posteriorment la força de l'estereotip.
Biernat és ben coneguda per les seves investigacions sobre estereotips socials i el model àmpliament citat de canvis d'estàndards, que proposava que les persones tendeixen a utilitzar estàndards específics de categoria per jutjar els membres de grups estereotips. Un dels seus estudis recents va examinar els judicis socials i els prejudicis relacionats amb la raça. Un estudiant va enviar un correu electrònic expressant interès per la formació de postgrau a més de 400 professors blancs: en alguns correus electrònics, l'alumne feia servir un nom xinès, Xian, i en altres utilitzava un nom americanitzat, Alex. Més professors van respondre a la sol·licitud de l'estudiant quan el correu electrònic feia servir el nom d'Alex en lloc de Xian. Aquestes troballes suggereixen que els membres del professorat poden utilitzar factors culturals per jutjar els sol·licitants d'escoles graduades.
El document coautor de Biernat, "Coming out", entre homes gais llatins i gais: implicacions de la divulgació verbal per al benestar ", publicat a la revista Self and Identity, va ser nomenat" millor document de l'any "el 2016 per la International Society for Self and Identity (ISSI). En aquest article es van examinar diferents índexs de divulgació sobre orientació sexual entre homes blancs i llatins gai en relació amb el benestar subjectiu.

## Publicacions representatives
- Biernat, M American Psychologist, 58, 12, 2003, pàg. 1019–1027. DOI: 10.1037/0003-066x.58.12.1019. PMID: 14664690.
- Biernat, M.; Fuegen, K. Journal of Social Issues, 57, 4, 2001, pàg. 707–724. DOI: 10.1111/0022-4537.00237.
- Biernat, M.; Kobrynowicz, D. Journal of Personality and Social Psychology, 72, 3, 1997, pàg. 544–557. DOI: 10.1037/0022-3514.72.3.544.
- Biernat, M.; Manis, M. Journal of Personality and Social Psychology, 66, 1, 1994, pàg. 5–20. DOI: 10.1037/0022-3514.66.1.5.
- Biernat, M.; Wortman, C. B. Journal of Personality and Social Psychology, 60, 6, 1991, pàg. 844–860. DOI: 10.1037/0022-3514.60.6.844.